# 电磁感应透明
電磁波引發透明（英語：Electromagnetically induced transparency，EIT），一般是用两束光同时照射到原子介质（如大量原子组成的气体），使得其中一束光能够在与原子跃迁共振时通过原子介质而不产生吸收和反射的现象。
```
Rb原子"梯子"能级图：
 |3>   nS1/2
  |
  |     480nm 耦合光
  |
 |2>   5P3/2 
  |
  |     780nm 探测光
  |
 |1>   5S1/2
```

观测 EIT 需要两种相干光源（例如激光）和介质（一般为原子气体，如Rb85、Rb87）的三种量子态。两种相干光源分别称为「探测光」和「耦合光」，通常耦合光数十倍强于探测光。置「耦合光」频率恰等于|2>和|3>能级差，调节「探测光」的频率于|1>和|2>能级差自然衰减的数倍左右。
EIT 是基于跃迁光在原子能级之间相消干涉，和相干原子数量陷阱（CPT）现象紧密相连。

## 理论
```
第一种理论：将
密度矩阵
图像处理二能级系统
拉比振荡
扩展到三能级。在此图像下，
機率幅
在不同路径（态与态之间的跃迁）之间的
干涉
而变小，阻止探测光被吸收。 「干涉」指的是 
量子事件
 (跃迁) 之间的干涉，绝对不是光学干涉。举例，考虑 lambda 能级的情形。探测光的吸收定义为 

  

    

      

        

          
|

        

        
1

        
⟩

      

    

    
{\displaystyle |1\rangle }

  

到 

  

    

      

        

          
|

        

        
2

        
⟩

      

    

    
{\displaystyle |2\rangle }

  

的跃迁。光场可以驱动原子直接从 

  

    

      

        

          
|

        

        
1

        
⟩

      

    

    
{\displaystyle |1\rangle }

  

-

  

    

      

        

          
|

        

        
2

        
⟩

      

    

    
{\displaystyle |2\rangle }

  

 或者从

  

    

      

        

          
|

        

        
1

        
⟩

      

    

    
{\displaystyle |1\rangle }

  

-

  

    

      

        

          
|

        

        
2

        
⟩

      

    

    
{\displaystyle |2\rangle }

  

-

  

    

      

        

          
|

        

        
3

        
⟩

      

    

    
{\displaystyle |3\rangle }

  

-

  

    

      

        

          
|

        

        
2

        
⟩

      

    

    
{\displaystyle |2\rangle }

  

。不同路径的概率波幅互损。如果 

  

    

      

        

          
|

        

        
3

        
⟩

      

    

    
{\displaystyle |3\rangle }

  

 有较长的寿命（衰变常数）,则透明窗口位于 

  

    

      

        

          
|

        

        
1

        
⟩

      

    

    
{\displaystyle |1\rangle }

  

-

  

    

      

        

          
|

        

        
2

        
⟩

      

    

    
{\displaystyle |2\rangle }

  

 吸收线内部。
```

第二种理论：「缀饰态」图像，原子能级系统 + 耦合光场的哈密頓算符对角化且各个态的概率计算建立在新的态下。在此图像下，EIT 如同Autler-Townes 分裂和缀饰态之间的法諾干涉的结合。双峰之间，透明窗户的中心，利用探测光跃迁的概率波幅相互抵消。
第三种理论：电磁极化子图像在慢光的方面具有重要作用。探测光的光子 同步地传输到「黑暗态声子」，同时也是原子的激发态。这些「激子」存在的时间长度只跟态的衰变常数有关。